# Новокопылово (Заринский район)
Новокопылово — село в Заринском районе Алтайского края России. Административный центр сельского поселения «Новокопыловский сельсовет». Население — 831 человек (2009).

## История
Новокопылово было основано в 1774 году и получило своё название по фамилии одного из первых поселенцев. В прошлом, параллельно с современным названием, использовалось также альтернативное — Вилашкино.

## География
Село находится на северо-востоке Алтайского края, в юго-западной части Заринского района, на берегах реки Казанка (приток реки Чумыш). Абсолютная высота — 206 метров над уровнем моря.
Расстояние до районного центра (города Заринск) — 10 км (по прямой) или 14 км (по автодороге).

## Население
| 1997 | 1998 | 1999 | 2000 | 2001 | 2002 |
| ---- | ---- | ---- | ---- | ---- | ---- |
| 911  | ↘849 | ↗853 | ↘848 | ↗861 | ↘858 |
| 2003 | 2004 | 2005 | 2006 | 2007 | 2008 |
| ↘836 | ↘828 | ↗853 | ↗866 | ↘841 | ↘823 |
| 2009 | 2010 | 2011 | 2012 | 2013 |      |
| ↗831 | ↗850 | ↘844 | ↘834 | ↗840 |      |

## Инфраструктура
В Новокопылово имеется средняя общеобразовательная школа (МКОУ «Новокопыловская средняя общеобразовательная школа»), детский сад, дом культуры, медпункт,отделение почтовой связи.

Уличная сеть села включает в себя 7 улиц и 1 переулок.